# Thomas Arthur Steitz
Thomas Arthur Steitz (Milwaukee, 23 agosto 1940 – Branford, 9 ottobre 2018) è stato un biochimico statunitense, vincitore del premio Nobel per la chimica nel 2009 assieme a Ada Yonath e a Venkatraman Ramakrishnan per i suoi studi sulla struttura e sulla funzione dei ribosomi.